# Santa Maria delle Grazie a Caponapoli (Nápoly)
A Santa Maria delle Grazie a Caponapoli vagy Santa Maria delle Grazie Maggiore templom Nápoly történelmi központjában.

## Története
A 16. században épült, valószínűleg Giovanni Francesco di Palma tervei alapján. A 18. században alakították át ma is látható formájára. 1809 és 1933 között a gyógyíthatatlanok kórházának felügyelete alatt állt. Ezt követően tulajdonos nélkül maradt, állapota leromlott, számos, értékes műtárgyát ellopták. Jelenleg restaurálásra várva zárva.

## Leírása
A templombelső díszítései Domenico Antonio Vaccaro, Girolamo D’ Auria, Giovanni Tommaso Malvito valamint Giovanni da Nola művei. A kórus és apszis freskóit Giovanni Battista Beniaschi és Lorenzo Vaccaro festették.